# عهدنامه ۱۸۰۱ ایران و انگلیس
عهدنامهٔ ۱۸۰۱ ایران و انگلیس عهدنامه‌ای بود که در سال ۱۸۰۱ میلادی میان دیپلمات بریتانیایی جان ملکم و شاه ایران فتح‌علی خان قاجار منعقد شد. ابتکار عمل این قرار داد در دست بریتانیا بود و دلیل آن سهولت ارسال نیروی کمکی به مرزهای غربی هند بریتانیا پس از حملهٔ فرانسه ناپلئونی به مصر بود.
این عهدنامه حمایت انگلیس از ایران در برابر روسیه و مزایای تجاری را برای ایران فراهم می‌کرد و مانع حملهٔ فرانسه نیز می‌شد.